# Заподија (Трајан)
Заподија (рум. Zăpodia) насеље је у Румунији у округу Бакау у општини Трајан. Oпштина се налази на надморској висини од 225 m.

## Становништво
Према подацима из 2002. године у насељу је живело 502 становника, од којих су сви румунске националности.